# Cassagnes (Pyrénées-Orientales)
Cassagnes (occitansk: Cassanhas) er en by og kommune i departementet Pyrénées-Orientales i Sydfrankrig.

## Geografi
Cassagnes ligger i Fenouillèdes 33 km vest for Perpignan. Nærmeste byer er mod nord Rasiguères (4 km) og mod syd Bélesta (4 km).

## Demografi

### Udvikling i folketal
| 1962                                                              | 1968 | 1975 | 1982 | 1990 | 1999 | 2007 | 2011 | 2017 |
| ----------------------------------------------------------------- | ---- | ---- | ---- | ---- | ---- | ---- | ---- | ---- |
| 288                                                               | 267  | 203  | 188  | 179  | 199  | 247  | 256  | 267  |
| Tal fra og med 1962 er uden dobbelttælling (sans doubles comptes) |      |      |      |      |      |      |      |      |